# 1744 en France
Chronologie de la France
- 1740
- 1741
- 1742
- 1743
- 1744
- 1745
- 1746
- 1747
- 1748

Cette page concerne l’année 1744 du calendrier grégorien.

## Événements
- 10 janvier : arrêt du Conseil qui autorise un nouvel emprunt de trois millions de livres aux conditions du traité fait le 31 décembre 1743 entre les commissaires du roi et les députés des états de Languedoc[1]. Les États de Bretagne concluent cette même un emprunt de trois millions pour le compte du gouvernement[2].
- 14 janvier : un arrêt du Conseil rendu sous l’influence de Trudaine reprend la concession faite en 1698 aux propriétaires du sol du droit d’exploiter les mines de houille dans leurs fonds[3].

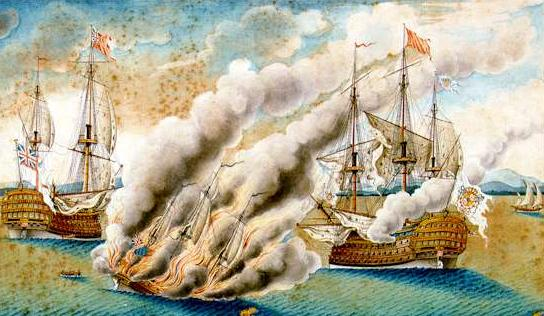
Bataille du cap Sicié.

- 6 février : l’escadre du comte de Roquefeuil appareille de Brest avec la mission de croiser dans la Manche, à la hauteur de Portsmouth de manière à attirer sur elle l’attention des Anglais et permettre à un convoi de débarquer dans l’estuaire de la Tamise. Elle échappe de justesse à l’escadre de l’amiral Norris à la faveur d’une tempête et doit rentrer à Brest sans combattre ; dans la nuit du 6 au 7 mars, pendant les opérations d’embarquement du maréchal de Saxe au large de Dunkerque, une violente tempête jette à la côte onze bélandres, ce qui compromet le projet d’invasion de la Grande-Bretagne ; ordre est donné le 8 mars de débarquer les hommes, mais le 11 et le 12 mars huit bâtiments sont jetés à la côte par les vents et gravement endommagés[4].
- 22-23 février : bataille du cap Sicié près de Toulon entre les flottes franco-espagnole et britannique[5].

- 15 mars : Louis XV déclare la guerre à la Grande-Bretagne et à l’Autriche[5].
- 26 mars : Maurice de Saxe est promu maréchal de France[5] ; le 10 avril, il se rend à Valenciennes où il prend la tête de l’armée destinée à attaquer les Pays-Bas autrichiens[6].
- 29 mars : contre-déclaration de guerre de la Grande-Bretagne à la France[7].

- 20 avril : défaite des anglo-sardes à la bataille de Villafranca (aujourd’hui Villefranche-sur-Mer). Les armées franco-espagnoles traversent le Var (13 avril) et s’emparent du comté de Nice[8].

- 3 mai : Louis XV quitte Versailles pour prendre le commandement de l’armée de Flandre[6]. Au cours du trajet, il prie devant l’image de Notre-Dame de Grâce à Cambrai[9].

- 5 juin : traité de Versailles. Deuxième alliance franco-prussienne[10].
- 7 juin : le roi entre à Menin après la prise de la ville[5].
- 25 juin : prise d’Ypres[11].

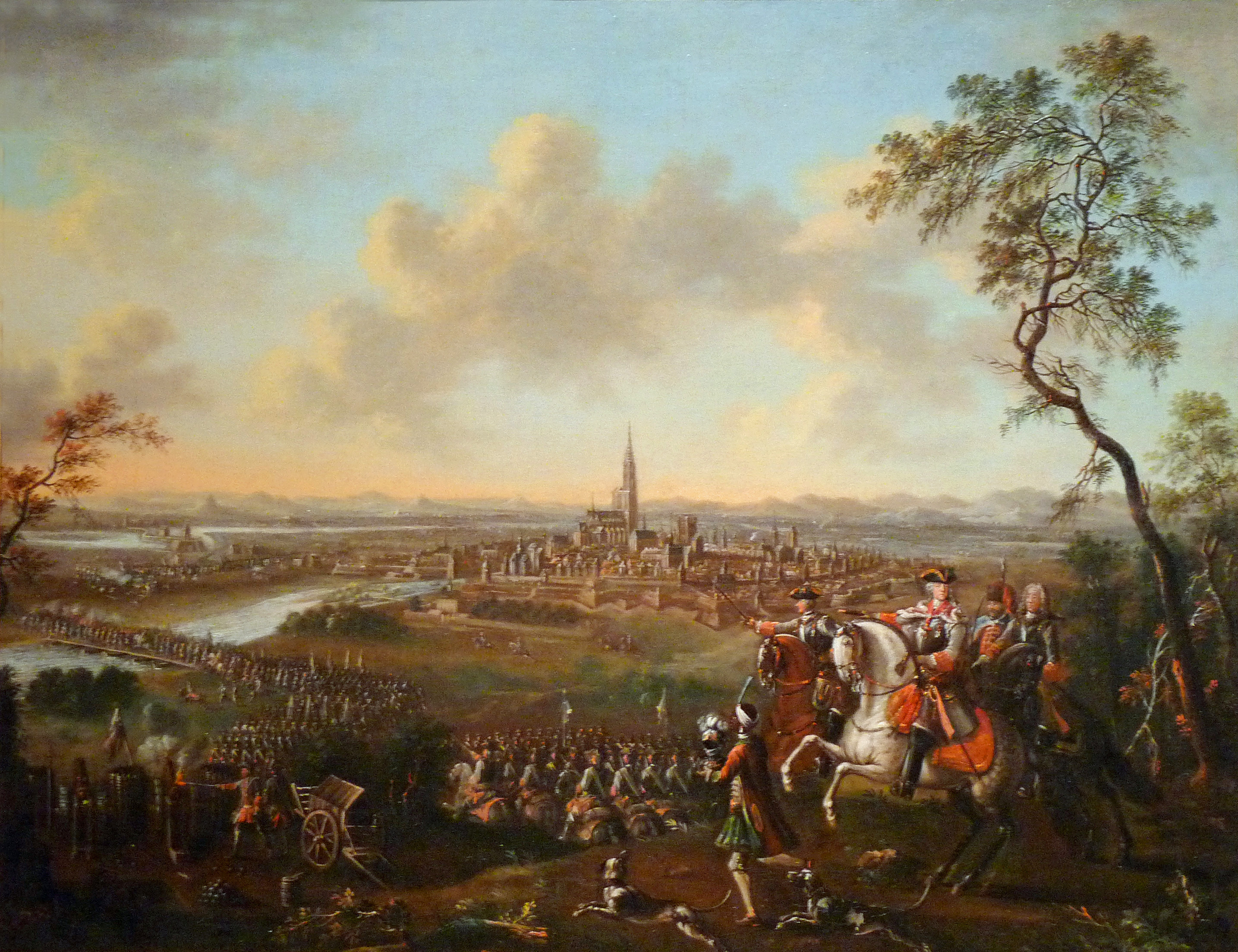
Le Duc de Lorraine et les Impériaux repassent le Rhin devant Strasbourg, huile sur toile (1744) de Johann Tobias Sonntag (1716-1774), Musée historique de Strasbourg.

- 1er juillet : Charles de Lorraine franchit le Rhin et envahit l’Alsace à la tête des armées autrichiennes; les lignes de la Lauter sont franchies. Louis XV part à sa rencontre avec une partie de l’armée[5].
- 10 juillet : prise de Furnes[11].

- 19 juillet : bataille de Pierrelongue[8].
- 3-6 août : insurrection à Lyon des ouvriers de l’industrie textile qui obtiennent la suspension du règlement élaboré par Jacques Vaucanson, inspecteur général des manufactures de soie[12].
- 7 août : le roi de France Louis XV, en visite aux armées, tombe malade à Metz[5]. Le 13 août, sa maîtresse Madame de Châteauroux doit fuir sous les huées. Le parti dévot pousse Mgr de Fitz-James, premier aumônier, à exiger du roi pour lui donner l’absolution, une confession publique de ses fautes dans laquelle il déclare être indigne du nom de roi Très Chrétien[13]. Répandue par le clergé, cette confession stupéfie le peuple.
- 15 août : la santé de Louis XV est si préoccupante qu’il reçoit l'extrême-onction. Les prières se multiplient dans le Royaume. La Cour est sans espoir. Tout le monde est persuadé que le roi va mourir. Ce dernier agonisant fait le vœu de faire construire une église dédiée à sainte Geneviève, patronne de Paris en cas de guérison. En désespoir de cause, les courtisans font appel à un médecin juif de Metz Isaïe Cervus Ullman également appelé Isaye Cerf. Contre toute attente, c’est ce médecin juif qui va réussir à guérir le roi de France[14],[15].
- 18-21 août : quatrième synode national des églises réformées de France tenu au Désert, près de Lédignan, en Bas—Languedoc. Il prescrit la tenue des premiers registres protestants d’actes paroissiaux[16].
- 23 août : Charles de Lorraine, poursuivit par troupes françaises du maréchal de Noailles, repasse le Rhin au sud de Fort-Louis pour aller au secours de la Bohème[17].
- 26 août : rétablissement du roi[5].
- 30 août : les troupes françaises du maréchal de Coigny, après avoir franchi le Rhin, mettent le siège devant Fribourg[18].

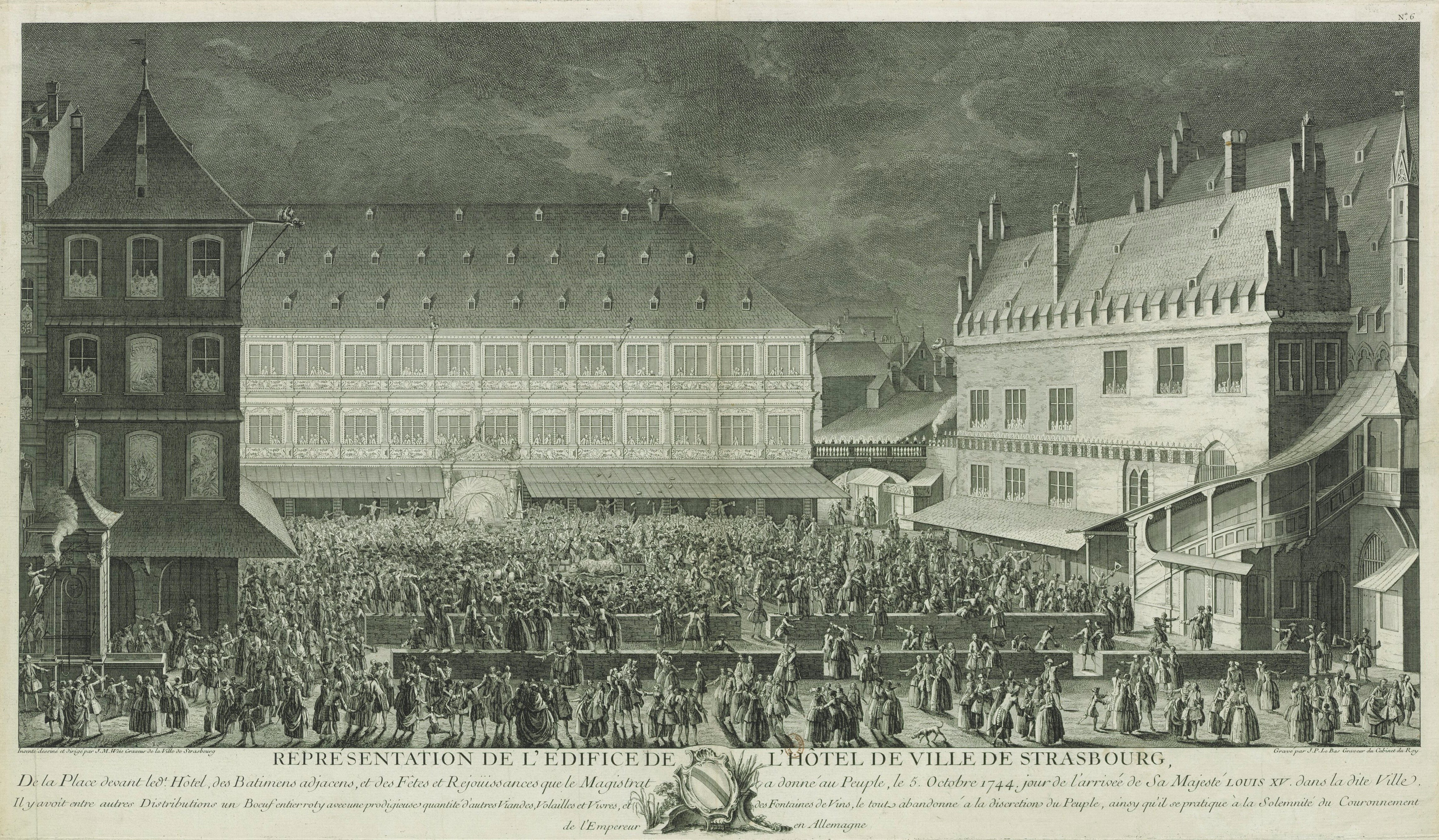
5 octobre : réception du roi à l’Hôtel de ville de Strasbourg.

- 5 au 10 octobre : le roi Louis XV se rend en visite à Strasbourg[19]. C’est la première fois depuis 1681 et la visite de Louis XIV qu’un monarque se rend en Alsace. Des fêtes somptueuses sont organisées dans toute la ville. le vin coule dans les fontaines des places. des feux d’artifice sont tirés. Un gigantesque paravent haut de 12 mètres et large de 30 est dressé en face du palais des Rohan pour cacher en partie les maisons de style gothique peu appréciées. Cette visite laissera la ville extasiée et endettée pour de nombreuses années.
- 10 octobre : le roi Louis XV arrive devant Fribourg[18].
- 6 novembre : prise de Fribourg[5].
- 13 novembre : retour apparemment triomphal du roi à Paris[20].

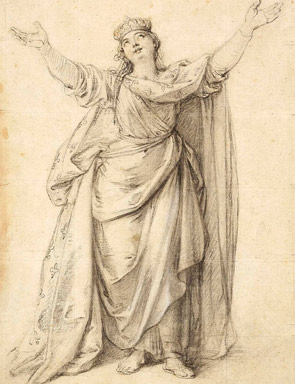
Charles-Antoine Coypel - La France remerciant le ciel pour la guérison de Louis XV, 1744.

- 18 novembre : retour du roi à Versailles après la campagne de Flandre et sa maladie de Metz. Un arc de triomphe est élevé à l’entrée de l’avenue de Paris par les habitants de Versailles ; le roi reçoit le surnom de Louis le Bien-Aimé[21].
- 19 novembre : le marquis d’Argenson devient secrétaire d’État aux Affaires étrangères après la disgrâce d’Amelot de Chaillou (fin en 1747)[5].
- 25 novembre : le roi rétablit sa maîtresse Madame de Châteauroux dans ses charges et ses honneurs[13].
- 27 novembre : le Parlement de Paris enregistre un édit du mois de novembre qui autorise l’émission de 1 357 200 livres de rentes viagères dont 480 000 livres de rentes viagères simples divisées en huit classes suivant l’âge des acquéreurs et 877 200 livres de rentes en tontines[22].

- 1er décembre : Louis Jean Bertier de Sauvigny est nommé intendant de la généralité de Paris (fin le 1er septembre 1776)[23].
- 8 décembre : mort de la duchesse de Châteauroux, dame du palais de la reine[21].
- 29 décembre : mariage de Louis-Jean-Marie de Bourbon, duc de Penthièvre, avec Marie-Thérèse-Félicité d’Este, princesse de Modène[21].

- Augmentation de 2 sols par livre (10 %) des droits de greffe et d’épices, employés au payement des gages de la magistrature[2].